# Tempestade tropical Lionrock
A tempestade tropical Lionrock ou Lannie, foi um ciclone tropical que causou danos às Filipinas, Vietnã e Ilha de Hainan. Foi a trigésima-primeira depressão e a décima sétima tempestade nomeada da temporada de tufões do Pacífico de 2021.

## História da tormenta
Em 2 de outubro às 06:00 UTC, o Joint Typhoon Warning Center (JTWC) dos Estados Unidos começou a monitorar uma área persistente de convecção no mar das Filipinas, localizada a 495 nmi (917 km; 570 mi) a leste da cidade de Davao, nas Filipinas. Naquela época, imagens visíveis por satélite revelaram uma área de circulação desorganizada, mas ampla, com fortes tempestades. Análises posteriores pela agência indicaram um ambiente favorável para o desenvolvimento do sistema, com clima quente de 30 °C (86 °F) temperaturas da superfície do mar, baixo cisalhamento do vento e bom fluxo equatorial. Enquanto isso, a Administração de Serviços Atmosféricos, Geofísicos e Astronômicos das Filipinas (PAGASA) atualizou o sistema para uma depressão tropical em 2:00 PHT (18:00 UTC) de 3 de outubro, atribuindo-lhe o nome de Lannie de sua lista de nomes, uma vez que já estava presente em sua área de responsabilidade nas Filipinas. Também naquele dia, o JTWC emitiu um alerta de ciclone tropical no sistema, pois mostrou convecção suficiente a oeste de um centro de circulação de baixo nível discernível enquanto rastreava oeste-noroeste.
No entanto, como a área do vale associada ao distúrbio cruzou as Filipinas, o JTWC cancelou seu TCFA no sistema e reduziu a probabilidade de desenvolvimento do sistema para "médio". O PAGASA, no entanto, continuou a rastrear Lannie enquanto fazia 8 landfalls no país; primeiro às 04:30 PHT (20:00 UTC) na Ilha Bucas Grande, depois em Cagdianao nas Ilhas Dinagat, depois sobre Liloan e Padre Burgos no sul de Leyte, em seguida, Ilha Mahanay e Getafe em Bohol, San Fernando em Cebu e depois sobre Guihulngan, Negros Oriental antes de emergir no Mar Sulu . Continuando sua trilha para o oeste-noroeste, fez mais dois landfalls em Palawan ; um na Ilha Iloc em Linapacan e sobre El Nido antes de finalmente se mover e acelerar para o Mar da China Meridional . Às 14:30 UTC de 4 de outubro, o JTWC reemitiu um TCFA mais uma vez no sistema, uma vez que se reorganizou junto com um ambiente favorável na área. Um dia depois, às 06:00 UTC, a Agência Meteorológica do Japão (JMA) reconheceu o sistema em seus boletins como uma depressão tropical. Lannie saiu do PAR às 11:00 PhST (03:00 UTC) em 6 de outubro com uma ligeira inclinação para noroeste.
Em 7 de outubro às 09:00 UTC, o JTWC atualizou ainda mais a tempestade para uma depressão tropical, recebendo a designação 22W da agência. O sistema, naquela época, também se consolidou ainda mais durante a transição para uma depressão de monção, uma vez que continuou a manter um amplo centro com seu campo de vento se contraindo junto com ventos de 25-30 nós ocorrendo em seu núcleo. Enquanto isso, enquanto centrado nas ilhas Paracel do norte, o JMA relatou que o sistema se intensificou para uma tempestade tropical de acordo com a análise do vento de superfície e avaliações Dvorak, nove horas depois. A agência chamou o sistema de "Lionrock" enquanto a tempestade ficava estacionária em seu movimento devido ao fraco fluxo de direção. No entanto, o JTWC só seguiu o exemplo no dia seguinte, pois virou para o norte, uma vez que era dirigido pela periferia sudoeste de uma crista subtropical localizada a nordeste. A tempestade manteve esta intensidade antes de atingir Qionghai em 22:50 CST (14:50 UTC), organizando ainda mais seu LLCC e sua estrutura geral enquanto localizada no interior. Posteriormente, ele foi reintensificado para seus ventos de pico de 40 kn (74 km/h; 46 mph), dez minutos depois. No entanto, enfraqueceu ligeiramente ao longo da parte central da ilha, embora as suas bandas convectivas continuassem a consolidar-se.
No início de 9 de outubro, Lionrock emergiu nas águas muito quentes e propícias do Golfo de Tonkin . Porém, manteve sua intensidade de 35 kn (65 km/h; 40 mph) antes de fazer seu último landfall sobre Haiphong, perto do Aeroporto Internacional Cat Bi em 09:00 UTC do dia seguinte, com o JTWC emitindo seu aviso final como uma depressão tropical. Embora, seu LLC permaneceu um pouco definido em imagens de radar, mas seus ventos enfraqueceram ao se mover para o interior. O JMA também rebaixou Lionrock a uma depressão três horas atrás, enquanto seguia para o oeste enquanto sobre a província de Quảng Ninh, no Vietnã .

## Avisos e estragos
Após a designação do PAGASA para a tempestade, várias áreas em Mimaropa, Visayas e o nordeste de Mindanao foram colocadas sob o sinal de tempestade #1. A agência meteorológica também alertou sobre enchentes, chuvas fortes, deslizamentos de terra e rajadas de vento de Lannie enquanto o sistema se movia pelo país. Os avisos de vendaval também estavam em vigor.
A região metropolitana de Manila e algumas províncias em Luzon, incluindo Isabela e Cagayan, sofreram fortes chuvas na "extensão do vale" de Lannie. Em Siraway, Zamboanga del Norte, alguns residentes que viviam na área foram evacuados devido ao mesmo efeito, causando inundações na cintura, enquanto cerca de 200 famílias em Pikit, cidade de Cotabato foram resgatadas devido a inundações repentinas induzidas pela chuva que ocorreram de 3 a 4 de outubro. Uma família de três pessoas também foi levada para a segurança pela Guarda Costeira das Filipinas (PCG) em 4 de outubro, quando seu barco afundou durante as ondas altas da tempestade entre a Ilha de Pamilacan e Loay, Bohol, enquanto mais dois pescadores foram resgatados pelas autoridades perto do Rio Abacan em Cortes . Em Tanjay, um homem escorregou em um vertedouro e posteriormente foi ajudado por residentes presos perto da área, enquanto 50 famílias foram evacuadas para um rio em segurança em Bais, Negros Oriental . Deslizamentos de terra também foram relatados na cidade de Cebu e na cidade de Talisay, enquanto as atividades de vacinação para 5 de outubro na cidade de Zamboanga foram canceladas como resultado do mau tempo e as inundações resultantes em casas e campos de arroz. Cinco navios e quinze passageiros em Palawan ficaram presos como resultado do Lannie, informou o PCG no mesmo dia.
Já foram registradas quatro mortes no país em decorrência da tempestade; três por afogamento em Capiz e Cebu e o outro é desconhecido. Os danos em Western Visayas foram calculados em $ 1,6 milhões (US $ 31.555). No total, 248 pessoas foram deslocadas por Lannie e 1.701 famílias (8.048 indivíduos) foram afetadas. 10 estradas também foram interrompidas e 77 portos marítimos cancelaram as operações marítimas. 19 casas e mais 942.03 ha (2,327.8 acres) de terras agrícolas foram danificados. Os danos totais da tempestade ocorreram em $ 12,2 milhões (US $ 241.440) em 7 de outubro.
Apesar de Lionrock estar longe de Hong Kong e Macau, seu grande campo de vento gerou um sinal de vento forte nº 3 para os territórios. Além disso, gerou vendaval ou sinal de tempestade em 9 de outubro.
Em 8 de outubro, um francês de 52 anos foi morto enquanto seu amigo de 57 anos ficou ferido quando seus veleiros afundaram devido aos fortes ventos da tempestade na Ilha de Po Toi, Ilha de Beaufort em Hong Kong. A ilha de Cheung Chau e Chek Lap Kok registraram certa vez uma velocidade de vento sustentada de 94 km/h (58 mph) e 63 km/h (39 mph), respectivamente. Uma árvore desabou na rodovia Lung Cheung, que se dirigia a Tsuen Wan, interrompendo uma pista enquanto as árvores derrubadas também afetaram a cidade de Kowloon, em Prince Edward Road West e também em Cheung Fai Road, na província de Tsing Yi. Um andaime também caiu em uma rua em Wong Tai Sin e na Broadwood Road devido aos fortes ventos de Lionrock, prendendo duas pessoas em seus respectivos carros. Duas trabalhadoras também ficaram presas lá dentro. Eles foram resgatados posteriormente pelas autoridades, com um deles inconsciente. Ela morreu posteriormente, sendo a quinta vítima da tempestade. Em 9 de outubro, Ngong Ping registrou ventos de 105 km/h (65 mph) e rajadas de 139 km/h (86 mph) enquanto o território registrou 329,7 mm (12,98 polegadas) de chuva em 8 de outubro.
Equipes de resposta a emergências com 95 veículos, 2.471 pessoas, 438 veículos de reparo de emergência e 358 geradores foram colocados em espera quando Lionrock se aproximou da Ilha de Hainan. A companhia elétrica da região também cortou galhos de árvores como precaução para apagões. 12 linhas de ônibus que passavam pela cidade universitária em Haikou foram suspensas como resultado da tempestade, enquanto o Parque da Cratera de Haikou foi fechado a partir de 8 de outubro. 290 trabalhadores de drenagem também inspecionaram instalações de drenagem em Hainan em outubro 8 enquanto 75 pessoas do distrito de Longhua foram realocadas de suas casas para um lugar seguro para enfrentar a tempestade. Mais de 3.434 pessoas da área foram evacuadas, enquanto mais de 20.000 barcos de pesca e embarcações foram solicitados a retornar aos portos devido a Lionrock. Um aviso azul está em vigor para o sudeste da China continental, a partir de 8 de outubro.
Em Zhuhai, chuvas fortes caíram devido a Lionrock em vários lugares, com 687.1 mm (27.05 in) sendo registrado de 8 a 10 de outubro na cidade de Wanshan, fazendo com que a tempestade se tornasse um dos ciclones tropicais mais úmidos do continente. A Zona de Cooperação Intensiva Guangdong-Macau em Hengqin reportou uma acumulação de chuva de 240.9 mm (9.48 in) em 10 de outubro, distrito de Xiangzhou em 237.2 mm (9.34 in) e Ilha Huangmaozhou em 228.0 mm (8.98 in) nesse dia. Muitas estradas ficaram alagadas e intransitáveis, causando o cancelamento de ônibus e a restrição de moradores na área. Mais de 60 abrigos também foram abertos em Xiangzhou para possíveis evacuados. As autoridades de trânsito na área implementaram o controle de tráfego a partir de 10 de outubro. As atividades do navio também foram suspensas. A ponte Hengqin também foi fechada para os motoristas devido à forte chuva. A energia na cidade também foi cortada por precaução; sua companhia elétrica Zhuhai Power Supply Bureau prometeu que a eletricidade será restaurada à medida que as condições melhorarem.
Em Zhongshan, precipitação superior a 100 mm (3.9 in) foram relatados em Tanzhou, Sanxiang e outros lugares em seu sul, enquanto a montanha Wugai em mais de 70 mm (2.8 in) . Como resultado, escolas primárias e secundárias em alguns distritos foram fechadas. As autoridades da área realizaram vários resgates em pessoas que ficaram presas nas enchentes e que não conseguiram evacuar por conta própria. Carros também foram inundados por essas enchentes. 165 pessoas no total foram resgatadas e 65 foram evacuadas para um local seguro.
Da noite de 7 de outubro a 8 de outubro, as províncias costeiras de Quảng Trị a Quảng Nam receberam fortes chuvas, com Thượng Lộ em Thừa Thiên Huế registrando 247.0 mm (9.72 in), reservatório Thuy Yen em 216.0 mm (8.50 in) e Nam Dong em 205.0 mm (8.07 in) . As inundações levaram uma pessoa e sete bovinos no distrito de Duy Xuyên, província de Quảng Nam, enquanto a equipe de resgate ainda está procurando pela vítima. No sábado, a vítima foi confirmada como morta. No mesmo dia, a tempestade matou um marinheiro na província de Thái Bình. Quando Lionrock atingiu o país em 10 de outubro, a chuva também afetou várias províncias do país. Nam Xay Luong 3 em Lao Cai relatou 195.0 mm (7.68 in) de precipitação e Ta Si Lang em Yen Bai em 189.0 mm (7.44 in) .
 